# Султанси Истанбул
Султанси Истанбул (Богазичи султанси) су клуб америчког фудбала из Истанбула у Турској. Основани су 1989. године и своје утакмице играју на стадиону Универзитета Богазичи. Такмиче се тренутно у Првој лиги Турске, и Лига шампиона - Група Исток.